# Antoinette de Jong
Antoinette de Jong, född 6 april 1995, är en nederländsk skridskoåkare. Hon har tävlat för Nederländerna i tre olympiska spel (Sotji 2014, Pyeongchang 2018 och Peking 2022).

## Karriär
Vid olympiska vinterspelen 2022 i Peking tog de Jong brons i damernas 1 500 meter. Hon fick även en bronsmedalj i damernas lagtempo, där hon dock inte åkte i finalen men ändå fick motta en medalj.

## Personliga rekord
| Distans     | Tid     | Datum            | Plats                             |
| ----------- | ------- | ---------------- | --------------------------------- |
| 500 meter   | 38,22   | 24 februari 2024 | Thialf, Heerenveen                |
| 1 000 meter | 1.13,61 | 18 december 2022 | Olympic Oval, Calgary             |
| 1 500 meter | 1.51,72 | 5 december 2021  | Utah Olympic Oval, Salt Lake City |
| 3 000 meter | 3.55,19 | 3 december 2021  | Utah Olympic Oval, Salt Lake City |
| 5 000 meter | 6.56,26 | 3 mars 2019      | Olympic Oval, Calgary             |